# 巴菲烏斯之戰
巴菲烏斯之戰發生於1302年7月27日，是一場由奥斯曼一世親率鄂圖曼大軍對戰喬治·莫札隆所統領之拜占庭軍隊的戰役。這場關鍵性的戰爭以鄂圖曼帝國的大獲全勝告終，戰役鞏固了剛立國不久的鄂圖曼帝國政權，同時預示著日後拜占庭帝国位於比提尼亞的領土將被鄂圖曼人征服的未來。

## 背景
在埃尔图鲁尔加齐去世後，他的兒子奥斯曼一世繼承了部落首領的地位。在接下來的二十年中，他領導部落向拜占庭帝国邊境的比提尼亞地區展開一連串深入的襲擊。1301年，奥斯曼一世的軍隊除了圍困前尼西亚帝国的首都尼西亞，還數次騷擾當地的重鎮普魯薩。由於鄂圖曼人在拜占庭農村地帶的橫行讓當地農民無法順利地收割作物，更引發港口城市尼科米底亞的嚴重飢荒。
1302年的春季，皇帝米海尔九世率領軍隊南下抵達馬格尼西亞。起先米海爾試圖與鄂圖曼人對抗，卻被他的將軍所勸阻，拜占庭軍隊畏懼鄂圖曼人且避免雙方發生衝突的心態，從旁助長了鄂圖曼軍隊的士氣，他們重新展開在當地的劫掠行動，而米海爾則幾乎被困在馬格尼西亞動彈不得。在比提尼亞當地駐軍前去保衛他們的家園時，米海爾帶來的大軍在沒有與鄂圖曼人作戰的情況下便宣告解散，拜占庭軍隊中的阿蘭人士兵也一道離開，重新回到色雷斯他們家人的身邊。米海爾亦只能被迫帶著為數眾多的拜占庭難民往海岸線撤退。

## 戰鬥

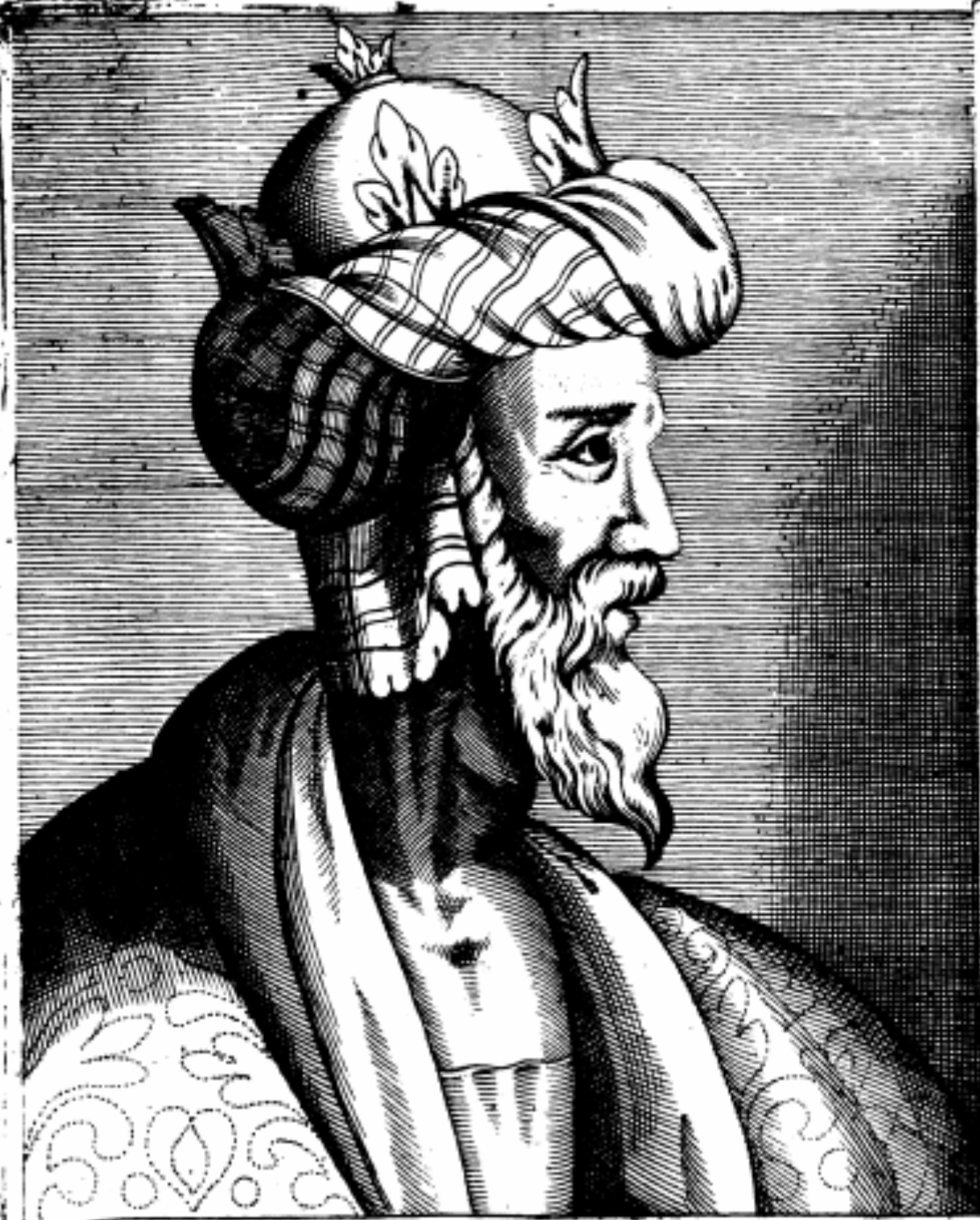
奥斯曼一世

為了應對尼科米底亞與日俱增的威脅，米海爾的父親安德洛尼卡二世派遣一支由大約2000名士兵所組成的拜占庭軍隊（其中近半數為阿蘭人僱傭兵），他們在赫塔雷亞衛隊將領喬治·莫札隆的率領下渡過博斯普魯斯海峽，前去支援尼科米底亞正面臨的嚴峻局勢。
1302年7月27日在巴菲烏斯平原（確切地點不明，可能位在尼科米底亞的東部，處於城市可望見的視線範圍內）拜占庭軍隊與奥斯曼一世親自率領人數約為5000名的轻骑兵相遇，鄂圖曼大軍由奥斯曼一世直屬部隊與他在帕夫拉戈尼亚和大門德雷斯河一帶的突厥人盟軍所組成。戰役中鄂圖曼騎兵向拜占庭人發起凌厲的攻勢，而拜占庭軍隊中的阿蘭人部隊卻按兵不動未投入戰場。在兩軍戰力懸殊的情況下，鄂圖曼人成功衝破拜占庭軍隊的陣線，迫使莫札隆將軍在阿蘭人雇傭兵們的掩護下倉皇撤回尼科米迪亞。

## 結果
巴菲烏斯之戰是方成立不久鄂圖曼帝國所取得的第一場重大勝利，其象徵著帝國崛起的步伐，拜占庭人在此戰過後實際失去對比提尼亞鄉村地區的掌控，被迫採取守勢撤回他們的堡壘，日後這些堡壘在相繼被鄂圖曼人一座接連一座孤立後陸續淪陷。拜占庭軍隊的失利更導致當地基督徒們大規模逃難至帝國在欧洲地區的領土，進一步改變比提尼亞地區宗教人口的比例。加上米海爾在馬格尼西亞的挫敗，更使鄂圖曼人得以暢通無阻的抵達爱琴海沿岸並在海濱建立穩固的根據地，巴菲烏斯之戰的結果預見了拜占庭帝國終將失去整個安那托利亞的疆域。學者哈利勒·伊納爾賈克則指出，這場戰役展現出鄂圖曼帝國尚武好戰的本質與特徵。不過鄂圖曼人對比提尼亞的征服仍為漸進式的佔領，拜占庭人在比提尼亞最後的城市尼科米底亞直至1337年時才被鄂圖曼帝國攻陷。